# Панта Радосавлевич
Панта Радосавлевич, известен като Дунавски (на сръбски: Панта Радосављевић-Дунавски или Panta Radosavljević-Dunavski), е сръбски офицер, полковник от пехотата и революционер, деец на сръбската въоръжена пропаганда.

## Биография
Панта Радосавлевич е роден на 28 август 1876 година в Белград, Сърбия. Завършва трети гимназиален клас в края на 1892 г. и се записва в артилерийско подофицерско училище. В 1902 година става подпоручик. Включва се активно в дейността на сръбския комитет и в сръбската въоръжена пропаганда в Македония. През септември 1905 година влиза в Македония и веднага под името войвода Дунавски става началник на Горския щаб на Западното Повардарие, тоест Поречието (октомври 1905 - януари 1906). Действа заедно с Григор Соколович, Йован Бабунски и Сретен Райкович. В края на 1906 година е избран за секретар на Главния четнически комитет в Белград, а през есента на 1907 година става секретар на Изпълнителния комитет във Враня. След Младотурската революция в 1908 година напуска четническата организация.
Радосавлевич като командир на артилерийска батарея участва в Балканската (1912 - 1913) и Междусъюзническата война (1913). В 1914 година е произведен капитан. В Първата световна война е командир на батарея и на батальон. В 1914 година крал Петър I Караджорджевич лично го отличава с Караджорджева звезда 4 степен. След 1918 година публикува статии и стихове във вестника „Сръбско Косово“. Публикува и две малки книги с патриотично съдържание „Кроз славно Косово“ (През славно Косово) и „Шта је Маћедонија“ (Каква е Македония).